# Ayacucho titschacki
Ayacucho titschacki is een hooiwagen uit de familie Gonyleptidae. De wetenschappelijke naam van Ayacucho titschacki gaat terug op Roewer.